# Урпек (Челябинская область)
Урпек — посёлок в Агаповском районе Челябинской области. Входит в состав Светлогорского сельского поселения.

## География
Расположен на берегу реки Урпечки. У восточной окраины поселка находится небольшое озеро.
Поселок связан грунтовыми и шоссейными дорогами с соседними населенными пунктами. Расстояние до районного центра села Агаповка 20 км, до центра сельского поселения посёлка Светлогорска 7 км.

## История
Поселок образован в начале 1930-х годах при овцетоварной ферме «Урпек» совхоза «Горный»
Позднее на его территории размещалось 4-е отделение совхоза «Горный».
По состоянию на 1997 год, в посёлке отсутствовали сельскохозяйственные предприятия.

## Население
| 1970 | 1995 | 2002 | 2010 |
| ---- | ---- | ---- | ---- |
| 27   | ↘4   | ↘3   | ↘1   |

### Историческое население
В 1956 г. —166 чел., в 1959 г. — 157 чел., в 1983 г. — 5 чел.

## Улицы
- Центральная.